# Stanisław Kwiatkowski (dziennikarz)
Stanisław Kwiatkowski (ur. 1940) – polski dziennikarz i działacz społeczny związany z Bydgoszczą, redaktor naczelny Ilustrowanego Kuriera Polskiego. 

## Życiorys
Ukończył studia na Uniwersytecie Warszawskim. Zatrudniony jako dziennikarz w Ilustrowanym Kurierze Polskim, w latach 80. był zastępcą redaktora naczelnego, a w roku 1986 został jego redaktorem naczelnym i pełnił tę funkcję do 1990 roku. Przez długi okres zasiadał jako radny SD w Wojewódzkiej Radzie Narodowej w Bydgoszczy. Był wiceprezesem Kujawsko-Pomorskiego Towarzystwa Kulturalnego oraz działaczem Towarzystwa "Polonia". W wyborach 1989 bez powodzenia ubiegał się o mandat senatorski z ramienia Stronnictwa Demokratycznego w województwie bydgoskim. 